# 便利帶
便利帶有限公司是一間台灣物流公司。需要簽訂合約才可配送。配送人員皆採紅色機車附加車箱，顯得格外明顯。